# Mi hombre sin noche
Mi hombre sin noche fue una telenovela argentina dirigida por Carlos Berterreix para Canal 13 emitida en el año 1974.
Protagonizada por Soledad Silveyra y Arnaldo André, coprotagonizada por Juan José Camero y Leonor Benedetto. Contó con la actuación estelar de China Zorrilla.

## Guion
La telenovela fue escrito por Alberto Migré, conocido por crear historias como Rolando Rivas, taxista (1972), Piel naranja (1975), Pablo en nuestra piel (1977), El hombre que amo (1986), Una voz en el teléfono (1990) y más.

## Sinopsis
Santiago Yáñez purga una condena en la cárcel por asesinar a su mujer y a su mejor amigo cuando descubre que lo traicionaban. Sin embargo, es una buena persona, honesta y leal. Con el correr del tiempo, por buena conducta, le permiten salir a trabajar de día pero debe volver por las noches al penal.
Consigue trabajo como peón en otro pueblito vecino, en la casa de la viuda Aldana Mariani. Sin que puedan evitarlo, ambos se sienten irresistiblemente atraídos y no tardarán en enamorarse. Sin embargo este amor encuentra muchos impedimentos: Yañez deberá alejarse del lado de Aldana cada noche y la relación debe permanecer oculta porque la familia de la viuda y el pueblo los condenarían…

## Elenco
- Soledad Silveyra - Aldana Mariani
- Arnaldo André - Santiago Yáñez
- Leonor Benedetto - Hilda Barraza
- Juan José Camero - Renato Bustos
- Susy Kent - Asunción
- Dora Ferreiro - Consuelo
- Antuco Telesca - Raymundo
- China Zorrilla - Casilda
- Elsa Piuselli - Agustina
- Guillermo Rico - Rufino
- Beba Bidart - Andrea
- Ana María Campoy - Mariana
- Marcelo Marcote - Humbertito
- Moria Casán - Mónica Salguero
- Lautaro Murúa - Don José Carlos
- Graciela Martinelli - Norma
- Héctor da Rosa
- Carlos Artigas
- Mario de Rosa
- Julio César Barton - Narrador

## Equipo técnico
- Historia original: Alberto Migré
- Escenografía: Antón
- Iluminación: Jorge Bonanno
- Dirección: Carlos Berterreix
- Tema musical: El lamento de Federico
- Interpetre: Alain Derray
- Tema musical de la pareja: Porque te amo más que a mi (Juan Marcelo)